# @亲爱的
《@亲爱的》是新冠肺炎疫情期间，四川音乐学院流行音乐学院教师曾诚、赵祺、朱建伟制作的抗疫歌曲。歌曲共有3分59秒，节奏舒缓。歌曲的视角是一位医护工作者的家人，体现了对前线抗疫亲人的担心与思念，之后上升到国家层面，歌颂医护人员的精神。

## 制作过程
曾诚、朱建伟来自四川音乐学院现代音乐制作系，其中前者曾获第十届中国音乐金钟奖作品优秀奖；赵祺则来自流行演唱系，是2013年第三季《中国好声音》节目中汪峰战队的选手。新冠肺炎疫情在中国大陆蔓延时，四川音乐学院流行音乐学院组织该院教师创作歌曲，以为“战疫”贡献力量。之后的2020年1月28日，赵祺接到曾诚的电话，后者称想创作一首歌曲，正在构思词曲，并邀请前者演唱。之后，赵祺便开始了歌词的创作，他翻阅大量新闻报道，并用5分钟的时间创作完成。之后，曾诚也完成了曲调的谱写。第二天，两人在曾诚家中完成了歌曲演唱和录音，最后通过网络，由朱建伟完成缩混混音。

## 反响
歌曲制作完成后，在网络上引发关注。歌曲获得成都市政府新闻办主管的“成都发布”转载。四川新闻网于1月31日发布由其制作的音乐录像带，画面内容主要是四川的抗疫故事，并登上学习强国、《成都商报》等平台。浙江玉环市传媒中心于1月30日制作MV，画面则取材自当地抗击疫情的画面，获得1.7万观看量。2月3日，经四川省文联、四川省音乐家协会推送，《@亲爱的》登上中国音乐家协会发布的全国优秀“战役”公益歌曲展播系列。